# Hannover 96
Hannoverscher Sportverein von 1896, mer känt som endast Hannover 96, är en tysk fotbollsklubb i Hannover, Tyskland, som spelar i 2. Bundesliga. Klubben grundades 1896 och har blivit tyska mästare två gånger, 1938 och 1954. 
Hannover 96 har en djup rivalitet med Eintracht Braunschweig som sträcker sig till tidigt 1900-tal. 

## Historia

### 1896 "Die Roten" grundas
Hannover 96 grundades 1896 som en rugby- och friidrottsförening. Det engelska inflytandet var tydligt i klubben som grundades av unga studenter. Klubbfärgerna är grönt, vitt och svart och de återfinns i klubbmärket. Klubbens dräktsfärg, röd, återfinns inte i märket och är inte heller "officiell" klubbfärg. Att man trots detta spelar i röda tröjor beror på att det var röda tröjor som klubben en gång tiden tilldelades av staden Hannover och som gav klubben smeknamnet "die Roten". 
1938 blev Hannover för första gången tyska mästare. Segern var sensationell när man slog storlaget FC Schalke 04 efter omspel i finalen. En gigantisk skara Hannover-bor samlades för att ta emot stadens nya idrottshjältar. I finalen hade Hannover dessutom slagit ut storlaget Hamburger SV efter förlängning. Efter kriget dominerade Hamburger SV Oberliga Nord alla år utom 1954 då Hannover 96 kunde sticka upp och ta förstaplatsen - enda året HSV inte vann Oberliga Nord. Hannover 96 nöjde sig inte med detta. I de tyska mästerskapet besegrade man i finalen storlaget FC Kaiserslautern som vid tiden hade en radda landslagsmän med landslagskaptenen Fritz Walter i spetsen. Walter och ytterligare fyra i Kaiserslautern vann senare under sommaren VM-guld - Hannover hade ingen spelare i VM-truppen. 
Hannover tog inte en plats i den första upplagan av Bundesliga, som spelades säsongen 1963/1964. Det var istället Hamburger SV och SV Werder Bremen från Oberliga Nord som gick dit. 1964 gick Hannover upp i Bundesliga. Man fick även fram landslagsspelare: bl.a. Hans Siemensmeyer och Jupp Heynckes. 1974 var Hannovers första tid i Bundesliga slut och klubben åkte ur. 1992 vann Hannover sensationellt den tyska cupen. Det var första gången som ett lag i 2. Bundesliga vann titeln. Men Hannovers comeback i Bundesliga skulle dröja ytterligare några år.

### 2002 Tillbaka i Bundesliga
2001 kunde Hannover äntligen fira att klubben var tillbaka i Bundesliga. Efter år av spel i 2. Bundesliga och till och med Regionalliga är Hannover tillbaka i den tyska fotbollens finrum. Under tränaren Ralf Rangnick lyckades Hannover hänga kvar. De följande åren har klubben envist hängt kvar och förbättrat sin tabellposition. Hannover har till och med fått fram tyska landslagsspelare i laget: Fredi Bobic, Thomas Brdaric och Per Mertesacker. Mertesacker är det största utropstecknet då han gått från klubbens ungdomslag och en ordinarie plats som mittback i landslaget. Hannover har förutom dessa även haft spelare i klubben som senare blivit landslagsspelare: Fabian Ernst, Gerald Asamoah och Sebastian Kehl. Klubben satsar nu vidare och har bland annat fått en ny arena när gamla Niedersachsenstadion byggdes om till AWD-Arena.
2010-2011 nådde klubben sin bästa placering på många år i och med fjärdeplatsen i Bundesliga.

## Spelare

### Nuvarande spelartrupp
| 1  | Tyskland | Ron-Robert Zieler | 12 februari 1989 | VfB Stuttgart (-19) |
| 23 | Tyskland | Michael Ratajczak | 16 april 1982    | SC Paderborn (-20)  |
| 25 | Danmark  | Martin Hansen     | 15 juni 1990     | Strømsgodset (-20)  |

| 2  | Kroatien  | Josip Elez         | 25 april 1994    | Rijeka (-18)                   |
| 3  | Chile     | Miiko Albornoz     | 30 november 1990 | Malmö FF (-14)                 |
| 4  | Tyskland  | Julian Korb        | 21 mars 1992     | Borussia Mönchengladbach (-17) |
| 5  | Brasilien | Felipe             | 15 maj 1987      | Standard Liege (-12)           |
| 15 | Tyskland  | Timo Hübers        | 20 juli 1996     | Köln (-16)                     |
| 21 | Tyskland  | Jannes Horn        | 6 februari 1997  | 1. FC Köln (-19)               |
| 22 | Tyskland  | Matthias Ostrzolek | 5 juni 1990      | Hamburg (-17)                  |
| 24 | Tyskland  | Sebastian Jung     | 22 juni 1990     | VfL Wolfsburg (-19)            |
| 28 | Tyskland  | Marcel Franke      | 5 april 1993     | Norwich City (-19)             |
| 31 | Tyskland  | Waldemar Anton     | 20 juli 1996     | Hannover 96                    |

| 6  | Tyskland | Marvin Bakalorz | 13 september 1989 | Paderborn (-16)           |
| 7  | Ryssland | Edgar Prib      | 15 december 1989  | Greuther Fürth (-13)      |
| 10 | Japan    | Genki Haraguchi | 9 maj 1991        | Hertha Berlin (-18)       |
| 11 | Tyskland | Linton Maina    | 23 juni 1999      | Hannover 96               |
| 13 | Tyskland | Dominik Kaiser  | 16 september 1988 | Brøndby (-20)             |
| 18 | Tyskland | Marc Stendera   | 10 december 1995  | Eintracht Frankfurt (-19) |
| 20 | Tyskland | Philipp Ochs    | 17 april 1997     | Hoffenheim (-20)          |
| 29 | Tyskland | Simon Stehle    | 17 september 2001 | Levante (-17)             |
| 34 | Tyskland | Niklas Tarnat   | 26 maj 1998       | Bayern München (-18)      |
| 35 | Kosovo   | Florent Muslija | 6 juli 1998       | Karlsruher SC (-18)       |

| 9  | Sverige  | John Guidetti    | 15 april 1992    | Deportivo Alavés (-20)            |
| 16 | USA      | Sebastian Soto   | 28 juli 2000     | Real Salt Lake (-18)              |
| 17 | Tyskland | Marvin Ducksch   | 7 mars 1994      | Fortuna Düsseldorf (-19)          |
| 26 | Tyskland | Hendrik Weydandt | 16 juli 1995     | Germania Egestorf/Langreder (-18) |
| 33 | Tyskland | Cedric Teuchert  | 14 januari 1997  | Schalke 04 (-19)                  |
| 37 | Tyskland | Justin Neiß      | 27 april 2000    | Schalke 04 (-18)                  |
| 40 | Tyskland | Marco Stefandl   | 10 februari 1998 | VfB Stuttgart (-18)               |